# Mesoeurytoma carinata
Mesoeurytoma carinata är en stekelart som först beskrevs av Cameron 1911.  Mesoeurytoma carinata ingår i släktet Mesoeurytoma och familjen kragglanssteklar. Inga underarter finns listade i Catalogue of Life.